# Mikhaïl Iaroslàvitx

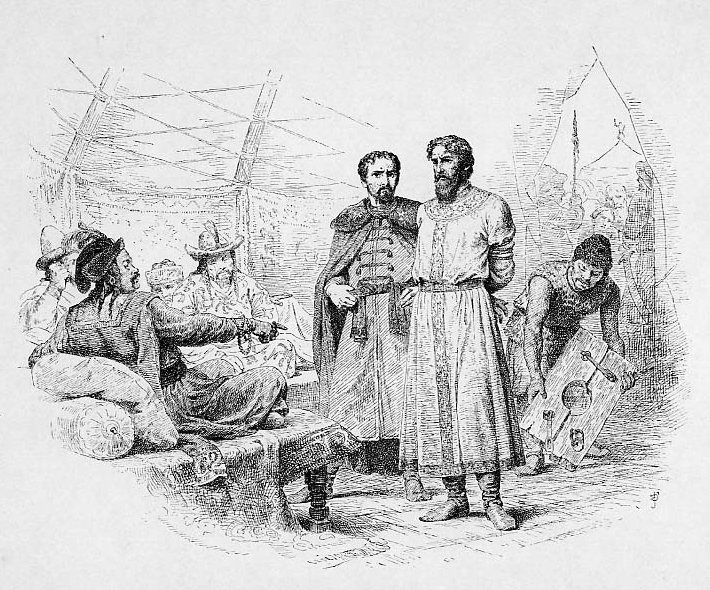
Mikhaïl Iaroslàvitx davant Uzbeg Khan, obra de Vassili Veresxaguin.

Mikhaïl Iraoslàvitx (en rus Михаил Ярославич) (1271 - 22 de novembre de 1318) fou el Príncep de Tver des del 1285, governà com a Gran Príncep de Vladímir des del 1304 fins al 1314 i després des del 1315 fins al 1318. És considerat sant dins de l'Església Ortodoxa Russa.
Mikhaïl Iraoslàvitx fou el segon fill de Iaroslav de Tver, el germà petit d'Alexandre Nevski, i va ser-ne el successor com a Príncep de Tver el 1285. La seva mare, Xènia, era la segona dona de Iaroslau III i és coneguda com a Santa Xènia de Tarussa. Quan Andrei Aleksàndrovitx, el fill d'Alexandre Nevski i sobirà de Iaroslav) va morir el 1304, Mikhaïl va esdevenir Gran Príncep de Vladímir tal com li corresponia amb el sistema de successió col·lateral que s'havia practicat a Rus des de l'època de Iaroslau I de Kíev. Finalment fou confirmat en el càrrec per Toktu Khan, kan de l'Horda d'Or.